# Feurs
Feurs je naselje in občina v jugovzhodnem francoskem departmaju Loire regije Rona-Alpe. Leta 2010 je naselje imelo 7.921 prebivalcev.

## Geografija
Kraj leži v pokrajini Forez ob reki Loari, 40 km severozahodno od Saint-Étienna.

## Uprava
Feurs je sedež istoimenskega kantona, v katerega so poleg njegove vključene še občine Chambéon, Civens, Cleppé, Cottance, Épercieux-Saint-Paul, Essertines-en-Donzy, Jas, Marclopt, Mizérieux, Montchal, Nervieux, Panissières, Poncins, Pouilly-lès-Feurs, Rozier-en-Donzy, Saint-Barthélemy-Lestra, Saint-Cyr-les-Vignes, Saint-Laurent-la-Conche, Saint-Martin-Lestra, Salt-en-Donzy, Salvizinet in Valeille s 25.930 prebivalci (v letu 2010).
Kanton je sestavni del okrožja Montbrison.

## Zgodovina
Ime kraja izvira iz rimskega poimenovanja naselja Forum Segusiavorum, katerega ozemlje je naseljevalo antično pleme Segusiaves. Kasneje se je ime kraja preneslo na nekdanjo provinco Forez.
Med francosko revolucijo je bil Feurs imenovan za prvi sedež novonastalega departmaja Loire, leta 1795 prenešen v Montbrison. 

## Zanimivosti
- cerkev Vnebovzetja Device Marije,
- arheološki muzej,
- kapela mučenikov, usmrčenih med revolucionarnim terorjem leta 1789,
- ostanki rimskega Foruma.

## Osebnosti
- Henri Mathias Berthelot (1861-1931), general, častni državljan Romunije;

## Promet
- železniška postaja Gare de Feurs ob progi Moret-Veneux-les-Sablons - Lyon-Perrache;

## Pobratena mesta
- Olching (Bavarska, Nemčija);